# Пак, Владимир Петрович
Владимир Петрович Пак (17.06.1934 — 06.01.2022) — украинский политик, депутат Верховной рады (2005—2006).
Родился 17 июня 1934 года в селе Ланы-Соколовские Стрыйского повята Станиславовского воеводства Второй Польской Республики, которое после Польского похода Красной армии осенью 1939 года перешло в состав УССР. Брат — Пак, Зиновий Петрович.
Окончил среднюю школу в с. Большие Дедушичи Стрыйского района Львовской области (1957), Львовский кооперативный техникум (1960) по специальности товаровед продовольственных и промышленных товаров, и Львовский торгово-экономический институт (1971) по специальности экономист торговли.
С 1983 по 2017 год председатель Киевского облпотребсоюза.
В 2004—2005 гг. доверенное лицо кандидата на пост Президента Украины Виктора Ющенко.
С 16 марта 2005 до 25 мая 2006 года народный депутат Верховной Рады IV созыва от Блока Ющенко «Наша Украина»/ Член фракции «Наша Украина» (с марта 2005 г.). Член Комитета по вопросам строительства, транспорта, жилищно-коммунального хозяйства и связи (с октября 2005 г.). Член Временной следственной комиссии Верховной Рады Украины по вопросам проверки соблюдения конституционных прав и свобод человека и гражданина
Март 2006 — кандидат в народные депутаты Украины от Блока «Наша Украина», № 150 в списке. Не был избран.
Умер 06.01.2022 в киевской больнице «Феофания» в возрасте 87 лет.
Заслуженный работник сферы услуг Украины. Награждён орденами Трудового Красного Знамени (1987), князя Ярослава Мудрого V степени (01.2010), «За заслуги» III степени.